# 18121 Коноваленко
18121 Коноваленко (18121 Konovalenko) — астероїд головного поясу, відкритий 4 липня 2000 року.
Тіссеранів параметр щодо Юпітера — 3,146.